# Kościół Świętej Rodziny w Radomiu
Kościół Świętej Rodziny w Radomiu – rzymskokatolicki kościół parafialny w Radomiu, w dzielnicy Śródmieście. Mieści się przy ulicy Kelles-Krauza. Należy do dekanatu Radom-Centrum.

## Historia
Kościół powstał jako kaplica przy Domie Pracy należącym do Radomskiego Towarzystwa Dobroczynności. Kaplica została zaprojektowana w stylu neogotyckim przez znanego architekta Stefana Lamparskiego – inżyniera cywilnego i budowniczego miejskiego. Fundamenty kaplicy, zostały wzniesione na wiosnę 1904 roku, a 10 sierpnia Głównym fundatorem był ks. prałat Wawrzyniec Szubartowicz, który poświęcił kamień węgielny. Współfundatorką kaplicy była s. Maria Jadwiga Kruzer. Roboty murarskie były prowadzone przez Juljana Gawłowskiego i Karola Goździkowskiego, a ciesielskie przez Jana Neumana. Budowla została poświęcona w dniu 26 września 1905 roku. podczas Mszy Świętej sprawowanej przez księdza Szubartowicza. Świątynia jest stosunkowo okazała, a jednocześnie harmonijnie wpisana w ciąg budynku Domu Pracy, usytuowana równolegle do ulicy Świeżej. W 1936 roku kaplica została odnowiona, którą ozdobiła polichromia wykonana przez nieznanego artystę malarza z Warszawy. W latach 1966–1970 kaplica została rozbudowana poprzez dołączenie sal katechetycznych, pełniących obecnie funkcję kaplic (Jana Pawła II, Ojca Pio, Miłosierdzia Bożego). Po 1974 zmieniono wystrój wnętrza kaplicy. W 1985 kaplica została odrestaurowana.